# Koelbroek
Het Koelbroek is een natuurgebied bij Boekend, een dorp in de gemeente Venlo, in de Nederlandse provincie Limburg. Dit natuurgebied is gevormd door een oude Maasarm. In een periode van enkele millennia werd in het gebied veen gevormd. Door het gebied stroomt de Everlose Beek.
Het gebied wordt beheerd door Staatsbosbeheer.

## Geschiedenis
Reeds tijdens de laatste ijstijd bevond zich hier een meander van de Maas. Nadat de Maas haar loop had verlegd werd dit laaggelegen gebied een moerasgebied.
In de 16e eeuw werd het gebied aangeduid als Kaelbroeck.
In 1805 werd het gebied op de Tranchotkaart aangeduid met Kaalbruck.
In de 19e eeuw werd in het gebied turf gestoken en brandhout gekapt. Door het turfsteken werd het gebied een waterplas. Ook werd er aal, snoek en brasem gevangen die op de Venlose weekmarkt werd verkocht.
In de jaren 1920 werd ten behoeve van de landbouw de Everlose Beek gegraven.
In 2016 werd de Everlose Beek verlegd naar het kanaal van Napoleon ten oosten van Koelbroek, waardoor Koelbroek zelf volledig afhankelijk is geworden van kwelwater  en regenwater.

## Geologie
Aan de buitenzijde van de oude Maasmeander liggen hoge gronden die behoren tot het Onderste Middenterras uit de Formatie van Veghel die ontstaan is in het Holstein-interglaciaal en het
vroege Saaleglaciaal. Aan de binnenzijde bevindt zich het Laagterras van de Maas dat gekenmerkt wordt door gronden uit de Formatie van Grubbenvorst/Kreftenheye die voornamelijk in de laatste ijstijd hier werd afgezet.